# Atletiek op de Olympische Zomerspelen 2016 – 100 meter mannen
De 100 meter mannen op de Olympische Zomerspelen 2016 in Rio de Janeiro vond plaats op 13 augustus (kwalificatie en series) en 14 augustus 2016 (halve finales en finale). Regerend olympisch kampioen Usain Bolt uit Jamaica prolongeerde opnieuw zijn titel.

## Records
Voorafgaand aan het toernooi waren dit het wereldrecord en het olympisch record.
| Wereldrecord     | Usain Bolt | 9,58 | Berlijn | 16 augustus 2009 |
| Olympisch record | Usain Bolt | 9,63 | Londen  | 5 augustus 2012  |

Tijdens dit evenement zijn de volgende nationale records verbroken.
| Welk land | Atleet            | Tijd |
| --------- | ----------------- | ---- |
| Ivoorkust | Ben Youssef Méité | 9,96 |

## Tijdschema
| Datum                     | Tijd        | Onderdeel            |
| ------------------------- | ----------- | -------------------- |
| Zaterdag 13 augustus 2016 | 9:30 12:00  | Voorrondes Series    |
| Zondag 14 augustus 2016   | 21:00 22:25 | Halve finales Finale |

## Uitslagen
De volgende afkortingen worden gebruikt:
- Q - Gekwalificeerd door eindplaats
- q - Gekwalificeerd door eindtijd
- SR - Beste tijd gelopen in seizoen voor atleet
- PR - Persoonlijk record atleet
- NR - Nationaal record van atleet
- DQ - Gediskwalificeerd
- DNS - Niet gestart

### Voorrondes
Kwalificatieregels:
1. De twee snelsten van elke voorronde kwalificeerden zich direct voor de series.
2. Van de overgebleven atleten kwalificeerden de twee snelsten zich ook voor de series.

#### Voorronde 1
| Positie | Baan | Naam                   | Nationaliteit | Reactietijd    | Uitslag | Opmerking |
| ------- | ---- | ---------------------- | ------------- | -------------- | ------- | --------- |
| 1       | 9    | Riste Pandev           | MKD           | 0,145          | 10,72   | Q, SR     |
| 2       | 8    | Sudirman Hadi          | INA           | 0,136          | 10,77   | Q         |
| 3       | 4    | Mohammed Abukhousa     | PLE           | 0,176          | 10,82   | q         |
| 4       | 5    | Holder da Silva        | GBS           | 0,165          | 10,97   |           |
| 5       | 6    | Wilfried Bingangoye    | GAB           | 0,145          | 11,03   |           |
| 6       | 2    | Mohamed Lamine Dansoko | GUI           | 0,145          | 11,05   |           |
| 7       | 7    | Abdul Wahab Zahiri     | AFG           | 0,170          | 11,56   |           |
| 8       | 3    | Richson Simeon         | MHL           | 0,136          | 11,81   | SR        |
|         |      |                        |               | Wind: −0,2 m/s |         |           |

#### Voorronde 2
| Positie | Baan | Naam               | Nationaliteit | Reactietijd    | Uitslag | Opmerking |
| ------- | ---- | ------------------ | ------------- | -------------- | ------- | --------- |
| 1       | 2    | Hassan Saaid       | MDV           | 0,130          | 10,43   | Q         |
| 2       | 6    | Siueni Filimone    | TGA           | 0,155          | 10,76   | Q, SR     |
| 3       | 7    | Luke Bezzina       | MLT           | 0,167          | 11,04   |           |
| 4       | 5    | Masbah Ahmmed      | BAN           | 0,137          | 11,34   |           |
| 5       | 4    | Isaac Silafau      | ASA           | 0,141          | 11,51   |           |
| 6       | 8    | John Ruuka         | KIR           | 0,178          | 11,65   |           |
| 7       | 3    | Hermenegildo Leite | ANG           | 0,145          | 11,65   |           |
|         |      |                    |               | Wind: +0,4 m/s |         |           |

#### Voorronde 3
| Positie | Baan | Naam                  | Nationaliteit | Reactietijd    | Uitslag | Opmerking |
| ------- | ---- | --------------------- | ------------- | -------------- | ------- | --------- |
| 1       | 7    | Rodman Teltull        | PLW           | 0,135          | 10,53   | Q         |
| 2       | 6    | Jin Wei Timothee Yap  | SIN           | 0,140          | 10,84   | Q         |
| 3       | 3    | Mohamed Fakhri Ismail | BRU           | 0,163          | 10,92   | q         |
| 4       | 4    | Ishmail Kamara        | SLE           | 0,146          | 10,95   |           |
| 5       | 5    | Kitson Kapiriel       | FSM           | 0,159          | 11,42   |           |
| 6       | 2    | Jidou El Moctar       | MTN           | 0,157          | 11,44   |           |
| 7       | 8    | Etimoni Timuani       | TUV           | 0,143          | 11,81   |           |
|         |      |                       |               | Wind: −0,3 m/s |         |           |

### Series
Kwalificatieregels:
1. De twee snelsten van elke serie kwalificeerden zich direct voor de halve finales.
2. Van de overgebleven atleten kwalificeerden de acht snelsten zich ook voor de halve finales.

#### Serie 1
| Positie | Baan | Naam                  | Nationaliteit | Reactietijd    | Uitslag | Opmerking |
| ------- | ---- | --------------------- | ------------- | -------------- | ------- | --------- |
| 1       | 3    | Kemarley Brown        | BRN           | 0,146          | 10,13   | Q         |
| 2       | 5    | Chijindu Ujah         | GBR           | 0,150          | 10,13   | Q         |
| 3       | 7    | Marvin Bracy          | USA           | 0,155          | 10,16   | q         |
| 4       | 2    | Seye Ogunlewe         | NGR           | 0,139          | 10,26   |           |
| 5       | 1    | Femi Ogunode          | QAT           | 0,170          | 10,28   |           |
| 6       | 8    | Sean Safo-Antwi       | GHA           | 0,145          | 10,43   |           |
| 7       | 9    | Reza Ghasemi          | IRI           | 0,150          | 10,47   |           |
| 8       | 6    | Adrian Griffith       | BAH           | 0,143          | 10,53   |           |
| 9       | 4    | Mohamed Fakhri Ismail | BRU           | 0,151          | 10,95   |           |
|         |      |                       |               | Wind: −1,2 m/s |         |           |

#### Serie 2
| Positie | Baan | Naam               | Nationaliteit | Reactietijd    | Uitslag | Opmerking |
| ------- | ---- | ------------------ | ------------- | -------------- | ------- | --------- |
| 1       | 8    | Justin Gatlin      | USA           | 0,160          | 10,01   | Q         |
| 2       | 7    | Daniel Bailey      | ANT           | 0,153          | 10,20   | Q         |
| 3       | 1    | Rondel Sorrillo    | TRI           | 0,112          | 10,23   |           |
| 4       | 5    | Gerald Phiri       | ZAM           | 0,146          | 10,27   |           |
| 5       | 9    | Lucas Jakubczyk    | GER           | 0,166          | 10,29   |           |
| 6       | 6    | Ogho-Oghene Egwero | NGR           | 0,151          | 10,37   |           |
| 7       | 3    | Hua Wilfried Koffi | CIV           | 0,166          | 10,37   |           |
| 8       | 2    | Rodman Teltull     | PLW           | 0,133          | 10,64   |           |
| 9       | 4    | Riste Pandev       | MKD           | 0,163          | 10,71   | SR        |
|         |      |                    |               | Wind: +0,8 m/s |         |           |

#### Serie 3
| Positie | Baan | Naam                    | Nationaliteit | Reactietijd    | Uitslag | Opmerking |
| ------- | ---- | ----------------------- | ------------- | -------------- | ------- | --------- |
| 1       | 5    | Xie Zhenye              | CHN           | 0,143          | 10,08   | Q, PR     |
| 2       | 3    | Nickel Ashmeade         | JAM           | 0,132          | 10,13   | Q         |
| 3       | 6    | Hassan Taftian          | IRI           | 0,150          | 10,17   | q         |
| 4       | 2    | Kim Collins             | SKN           | 0,151          | 10,18   | q         |
| 5       | 4    | Abdullah Abkar Mohammed | KSA           | 0,154          | 10,26   |           |
| 6       | 7    | Aziz Ouhadi             | MAR           | 0,158          | 10,34   |           |
| 7       | 9    | Kemar Hyman             | CAY           | 0,160          | 10,34   |           |
| 8       | 8    | Darrell Wesh            | HAI           | 0,138          | 10,39   |           |
|         |      |                         |               | Wind: −0,1 m/s |         |           |

#### Serie 4
| Positie | Baan | Naam             | Nationaliteit | Reactietijd    | Uitslag | Opmerking |
| ------- | ---- | ---------------- | ------------- | -------------- | ------- | --------- |
| 1       | 3    | Andre De Grasse  | CAN           | 0,148          | 10,04   | Q         |
| 2       | 9    | Aska Cambridge   | JPN           | 0,137          | 10,13   | Q         |
| 3       | 2    | Su Bingtian      | CHN           | 0,146          | 10,17   | q         |
| 4       | 1    | Jimmy Vicaut     | FRA           | 0,164          | 10,19   | q         |
| 5       | 7    | Churandy Martina | NED           | 0,142          | 10,22   |           |
| 6       | 5    | Emmanuel Matadi  | LBR           | 0,146          | 10,31   |           |
| 7       | 8    | Julian Reus      | GER           | 0,135          | 10,34   |           |
| 8       | 6    | Jamial Rolle     | BAH           | 0,145          | 10,68   |           |
| 9       | 4    | Sudirman Hadi    | INA           | 0,122          | 10,70   |           |
|         |      |                  |               | Wind: −0,5 m/s |         |           |

#### Serie 5
| Positie | Baan | Naam                | Nationaliteit | Reactietijd    | Uitslag | Opmerking |
| ------- | ---- | ------------------- | ------------- | -------------- | ------- | --------- |
| 1       | 9    | Ben Youssef Meïté   | CIV           | 0,145          | 10,03   | Q         |
| 2       | 6    | Trayvon Bromell     | USA           | 0,165          | 10,13   | Q         |
| 3       | 5    | Christophe Lemaitre | FRA           | 0,150          | 10,16   | q         |
| 4       | 7    | Cejhae Greene       | ANT           | 0,156          | 10,20   | q         |
| 5       | 8    | Keston Bledman      | TRI           | 0,150          | 10,20   |           |
| 6       | 2    | Akeem Haynes        | CAN           | 0,123          | 10,22   |           |
| 7       | 6    | Gabriel Mvumvure    | ZIM           | 0,131          | 10,28   |           |
| 8       | 3    | Hassan Saaid        | MDV           | 0,135          | 10,47   |           |
| 9       | 4    | Siueni Filimone     | TGA           |                | DNS     |           |
|         |      |                     |               | Wind: +0,2 m/s |         |           |

#### Serie 6
| Positie | Baan | Naam                      | Nationaliteit | Reactietijd    | Uitslag | Opmerking |
| ------- | ---- | ------------------------- | ------------- | -------------- | ------- | --------- |
| 1       | 4    | Yohan Blake               | JAM           | 0,154          | 10,11   | Q         |
| 2       | 8    | Jak Ali Harvey            | TUR           | 0,159          | 10,14   | Q         |
| 3       | 9    | Barakat Mubarak Al-Harthi | OMA           | 0,155          | 10,22   |           |
| 4       | 2    | Mosito Lehata             | LES           | 0,151          | 10,25   |           |
| 5       | 6    | James Ellington           | GBR           | 0,145          | 10,29   |           |
| 6       | 3    | Henricho Bruintjies       | RSA           | 0,107          | 10,33   |           |
| 7       | 5    | Zhang Peimeng             | CHN           | 0,121          | 10,36   |           |
| 8       | 7    | Antoine Adams             | SKN           | 0,149          | 10,39   |           |
|         |      |                           |               | Wind: −0,8 m/s |         |           |

#### Serie 7
| Positie | Baan | Naam                 | Nationaliteit | Reactietijd    | Uitslag | Opmerking |
| ------- | ---- | -------------------- | ------------- | -------------- | ------- | --------- |
| 1       | 6    | Usain Bolt           | JAM           | 0,156          | 10,07   | Q         |
| 2       | 3    | Andrew Fisher        | BRN           | 0,134          | 10,12   | Q         |
| 3       | 7    | James Dasaolu        | GBR           | 0,171          | 10,18   | q         |
| 4       | 9    | Yoshihide Kiryu      | JPN           | 0,150          | 10,23   |           |
| 5       | 2    | Shavez Hart          | BAH           | 0,139          | 10,28   | SR        |
| 6       | 5    | Richard Thompson     | TRI           | 0,130          | 10,29   |           |
| 7       | 8    | Jahvid Best          | LCA           | 0,147          | 10,39   |           |
| 8       | 1    | Jurgen Themen        | SUR           | 0,139          | 10,47   |           |
| 9       | 4    | Jin Wei Timothee Yap | SIN           | 0,149          | 10,79   |           |
|         |      |                      |               | Wind: −0,4 m/s |         |           |

#### Serie 8
| Positie | Baan | Naam                  | Nationaliteit | Reactietijd    | Uitslag | Opmerking |
| ------- | ---- | --------------------- | ------------- | -------------- | ------- | --------- |
| 1       | 4    | Akani Simbine         | RSA           | 0,124          | 10,14   | Q         |
| 2       | 1    | Ryota Yamagata        | JPN           | 0,111          | 10,20   | Q         |
| 3       | 7    | Aaron Brown           | CAN           | 0,135          | 10,24   |           |
| 4       | 9    | Ramon Gittens         | BAR           | 0,162          | 10,25   |           |
| 5       | 2    | Solomon Bockarie      | NED           | 0,127          | 10,36   |           |
| 5       | 5    | Vitor Hugo dos Santos | BRA           | 0,157          | 10,36   |           |
| 7       | 6    | Kim Kuk-young         | KOR           | 0,135          | 10,37   |           |
| 8       | 3    | Brijesh Lawrence      | SKN           | 0,163          | 10,55   |           |
| 9       | 8    | Mohammed Abukhousa    | PLE           | 0,153          | 11,89   |           |
|         |      |                       |               | Wind: −1,3 m/s |         |           |

### Halve finales
Kwalificatieregels:
1. De twee snelsten van elke halve finale kwalificeerden zich direct voor de finale.
2. Van de overgebleven atleten kwalificeerden de twee snelsten zich ook voor de finale.

#### Halve finale 1
| Positie | Baan | Naam              | Nationaliteit | Reactietijd    | Uitslag | Opmerking |
| ------- | ---- | ----------------- | ------------- | -------------- | ------- | --------- |
| 1       | 3    | Jimmy Vicaut      | FRA           | 0,131          | 9,95    | Q         |
| 2       | 7    | Ben Youssef Meïté | CIV           | 0,142          | 9,97    | Q, NR     |
| 3       | 5    | Akani Simbine     | RSA           | 0,144          | 9,98    | q         |
| 4       | 9    | Jak Ali Harvey    | TUR           | 0,148          | 10,03   |           |
| 5       | 4    | Nickel Ashmeade   | JAM           | 0,118          | 10,05   |           |
| 6       | 8    | Marvin Bracy      | USA           | 0,152          | 10,08   |           |
| 7       | 6    | Xie Zhenye        | CHN           | 0,134          | 10,11   |           |
| 8       | 2    | Hassan Taftian    | IRI           | 0,136          | 10,23   |           |
|         |      |                   |               | Wind: +0,2 m/s |         |           |

#### Halve finale 2
| Positie | Baan | Naam            | Nationaliteit | Reactietijd    | Uitslag | Opmerking |
| ------- | ---- | --------------- | ------------- | -------------- | ------- | --------- |
| 1       | 6    | Usain Bolt      | JAM           | 0,143          | 9,86    | Q, SR     |
| 2       | 5    | Andre De Grasse | CAN           | 0,130          | 9,92    | Q, PR     |
| 3       | 9    | Trayvon Bromell | USA           | 0,128          | 10,01   | q         |
| 4       | 7    | Chijindu Ujah   | GBR           | 0,160          | 10,01   | SR        |
| 5       | 8    | Ryota Yamagata  | JPN           | 0,109          | 10,05   | PR        |
| 6       | 3    | Kim Collins     | SKN           | 0,138          | 10,12   |           |
| 7       | 2    | Cejhae Greene   | ANT           | 0,143          | 10,13   |           |
|         | 4    | Andrew Fisher   | BRN           |                | DQ      |           |
|         |      |                 |               | Wind: +0,2 m/s |         |           |

#### Halve finale 3
| Positie | Baan | Naam                | Nationaliteit | Reactietijd   | Uitslag | Opmerking |
| ------- | ---- | ------------------- | ------------- | ------------- | ------- | --------- |
| 1       | 6    | Justin Gatlin       | USA           | 0,151         | 9,94    | Q         |
| 2       | 4    | Yohan Blake         | JAM           | 0,147         | 10,01   | Q         |
| 3       | 9    | Christophe Lemaitre | FRA           | 0,122         | 10,07   | SR        |
| 4       | 3    | Su Bingtian         | CHN           | 0,140         | 10,08   | SR        |
| 5       | 5    | Kemarley Brown      | BRN           | 0,152         | 10,13   |           |
| 6       | 2    | James Dasaolu       | GBR           | 0,145         | 10,16   |           |
| 7       | 7    | Aska Cambridge      | JPN           | 0,135         | 10,17   |           |
|         | 8    | Daniel Bailey       | ANT           |               | DNS     |           |
|         |      |                     |               | Wind: 0,0 m/s |         |           |

### Finale
| Positie | Baan | Naam              | Nationaliteit | Reactietijd    | Uitslag | Opmerking |
| ------- | ---- | ----------------- | ------------- | -------------- | ------- | --------- |
| Goud    | 6    | Usain Bolt        | JAM           | 0,155          | 9,81    | SR        |
| Zilver  | 4    | Justin Gatlin     | USA           | 0,152          | 9,89    |           |
| Brons   | 7    | Andre De Grasse   | CAN           | 0,141          | 9,91    | PR        |
| 4       | 9    | Yohan Blake       | JAM           | 0,145          | 9,93    | SR        |
| 5       | 3    | Akani Simbine     | RSA           | 0,128          | 9,94    |           |
| 6       | 8    | Ben Youssef Meïté | CIV           | 0,156          | 9,96    | NR        |
| 7       | 5    | Jimmy Vicaut      | FRA           | 0,140          | 10,04   |           |
| 8       | 2    | Trayvon Bromell   | USA           | 0,135          | 10,06   |           |
|         |      |                   |               | Wind: +0,2 m/s |         |           |